# Saverio Scaramuzzi
Saverio Scaramuzzi (ur. 18 marca 1987) – włoski zapaśnik walczący w stylu klasycznym. Zajął 35 miejsce na mistrzostwach świata w 2010, a 21 miejsce na mistrzostwach Europy w 2010. Piąty na igrzyskach śródziemnomorskich w 2009. Wicemistrz śródziemnomorski w 2011 roku.